# Parco nazionale di Gobi Gurvansaikhan

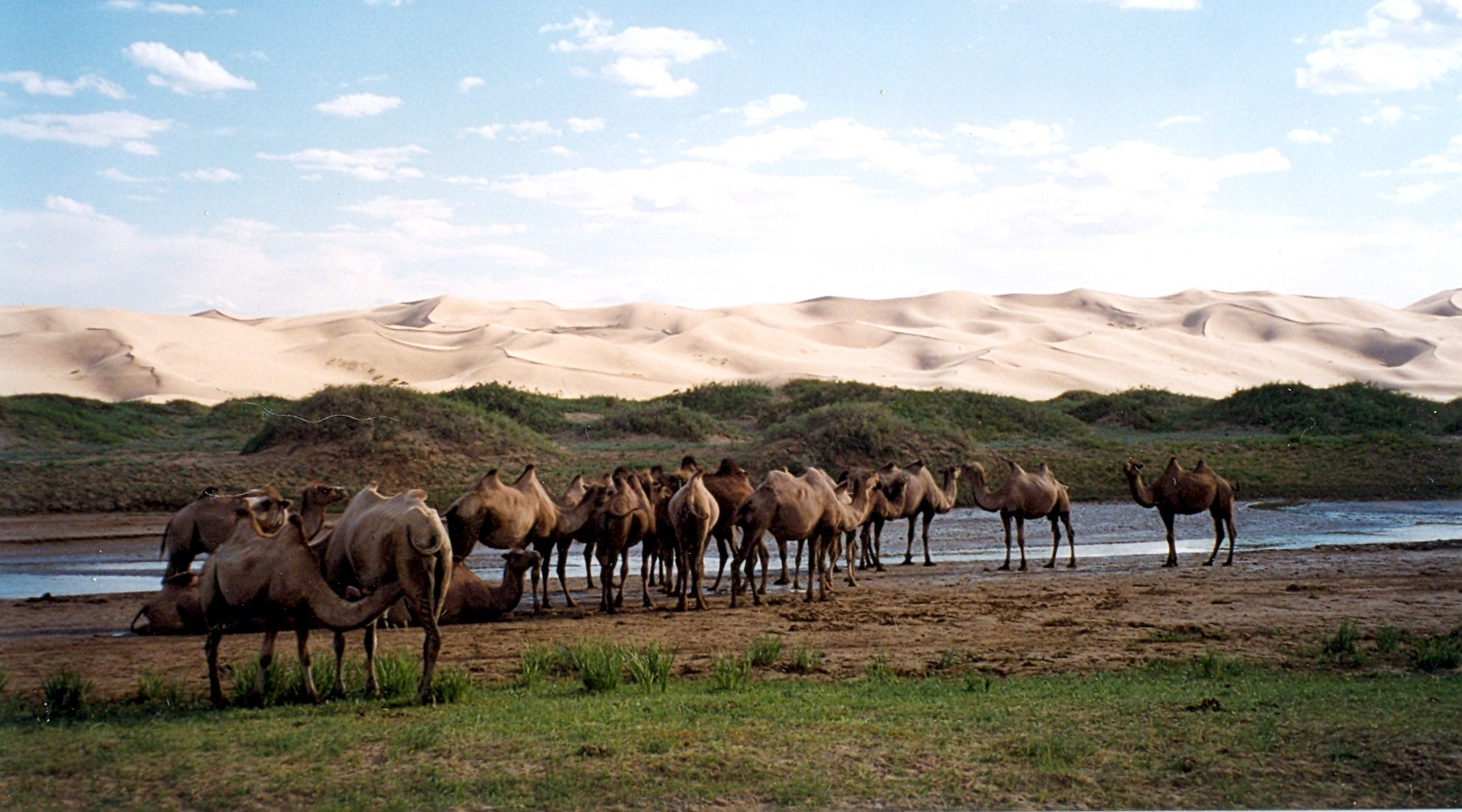
Cammelli nel parco nazionale.

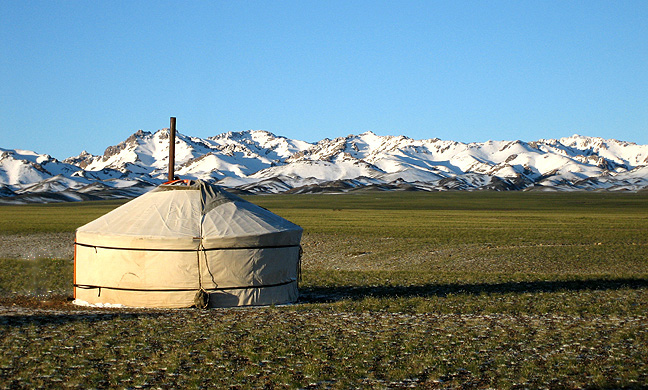
Una iurta nel parco.

Il parco nazionale di Gobi Gurvansaikhan (in mongolo: Говь гурван сайхан байгалийн цогцолбор газар) si trova nel sud della Mongolia, nella provincia (aimag) dell'Ômnôgov', vicino alla città di Dalanzadgad. Il nome può essere tradotto come «le tre bellezze del Gobi» e si riferisce alle tre catene montuose dello Zuun Saikhan, del Dund Saikhan e del Baruun Saikhan. Con una superficie totale di quasi 27000 km², è più del doppio del parco nazionale di Yellowstone ed è il più grande parco nazionale della Mongolia.

## Geografia e flora
Il paesaggio è modellato dalle catene montuose dell'Altaj del Gobi. Soprattutto nella parte orientale del parco ci sono aspre montagne, altrimenti l'area è principalmente dominata dalle colline semidesertiche del Gobi. Particolarmente suggestive sono le dune di sabbia, di cui le Khongoryn Els sono le più grandi non solo del parco, ma dell'intera Mongolia. Sullo Zuun Saikhan si trovano anche le ultime formazioni forestali dell'Altaj del Gobi meridionale. Sulle pendici settentrionali, a 2500 m di altitudine, si trovano foreste di ginepro sabina, ai cui margini si trovano altri tipi di arbusti. Gli alberi di saxaul del parco nazionale sono molto richiesti come fonte di legna da ardere e sono quindi minacciati; a causa dello sfruttamento intensivo, qui raggiungono in media circa 1,5 m di altezza. Ci sono anche boschetti più piccoli composti da salici e betulle.

## Fauna
Il parco nazionale di Gobi Gurvansaikhan ospita una ricca fauna selvatica. Stambecchi siberiani, gazzelle subgutturose e gazzelle della Mongolia vi si trovano in popolazioni grandi e stabili. Gli stambecchi siberiani popolano principalmente i pendii rocciosi delle montagne, mentre le gazzelle della Mongolia preferiscono le zone orientali del parco. A volte si trovano ancora in grandi branchi di diverse migliaia di capi. I rari argali si trovano principalmente su pendii erbosi o ai piedi di montagne semidesertiche; sembrano diventare sempre più rari a causa della competizione con gli animali domestici. Gli asini selvatici vengono avvistati di rado e sembrano essere presenti nel parco solo in determinate stagioni.
I rarissimi cammelli selvatici e orsi del Gobi invadono occasionalmente le zone occidentali della riserva da altre parti del Gobi. All'estremità occidentale del parco, nelle paludi lungo il fiume Zulganain, si trovano i cinghiali. Il parco nazionale offre anche un rifugio ad alcuni grandi predatori. Sulle montagne vivono i leopardi delle nevi, mentre i lupi si trovano in tutto il parco. I cavalli di Przewalski e i wapiti, un tempo presenti nell'area del parco, furono sterminati durante il XX secolo.
Gli animali domestici possono pascolare solo nelle aree periferiche meno protette; nelle zone centrali, infatti, il pascolo è vietato. Nel 1996, oltre 200000 animali domestici pascolavano all'interno del parco.